# معركة كربلاء 2004
معركة كربلاء هي معركة حدثت في محافظة كربلاء في اطراف من المدينة التي تقع جنوب العراق وتبعد عن مدينة بغداد بحوالي 105 كم بين الجيش الأمريكي والقوات العراقية المسلحة من جهة وعناصر جيش المهدي من جهة أخرى في 5 ايار 2004، كانت احد اسباب المعركة هي الاعتداءات التي تقوم بها قوات التحالف في كربلاء بالاضافة لفتوى مقتدى الصدر لمحاربة القوات الأمريكية بدء الهجوم على القوات البولندية في مدينة كربلاء في اليوم الثاني في الصباح 2 ايار 2004 وخلفت ما يقارب قتلى كثر من الجيش العراقي و القوات البولندية و الامريكية و كانت احد الأسباب التي دفعت الامريكان الى قصف المدينة و الكثير من المدنيين قتلوا، شارك الجيش الأمريكي في العملية و تمت السيطرة عليها وقد قتل في هذه العملية ما يقارب 400 عنصر من جيش المهدي وحوالي 120 من قوات التحالف بعد سلسلة استهدافات في آلياتٍ و مدرعاتٍ للتحالف بالإضافة إلى تدمير 23 دبابات و منها دبابات أبرامز أمريكية الصنع كما ان القوات الامريكية قد خسرت عدد كبير من المعدات و الاليات العسكرية قرب مدينة كربلاء